# Niels O. Levinsen
Niels O. Levinsen (født 18. december 1915 i København, død 7. august 1987) var en dansk forfatter, der især er kendt for bøgerne om Tykke-Niels. Levinsen var også chefredaktør på Femina, hvor han bl.a. var med-initiativtager til den første fodboldturnering for kvinder i Danmark i 1959.